# 빈딘
빈딘(베트남어: Vĩnh Định / 永定 영정 / 1547년 ~ 1548년)은 베트남 막 왕조(莫朝) 제4대 군주 선종(宣宗) 막푹응우옌(莫福源)의 첫번째 연호이다.

## 개원
- 꽝호아(廣和) 6년 5월 8일[1](율리우스력 1546년 6월 5일)에 연호를 빈딘(永定)으로 정하고, 다음 해 1월 1일[2](율리우스력 1547년 1월 22일)에 개원함.[3][4][5]

- 빈딘(永定) 2년(1548년)에 연호를 까인릭(景曆)으로 개원함.[3][4]

## 연대 대조표
| 빈딘 | 서기 (西紀) | 간지 (干支) | 후 레 왕조 연호       | 명나라 연호     |
| 원년 | 1547년      | 정미 (丁未) | 응우옌호아(元和) 15년 | 가정(嘉靖) 26년 |
| 2년  | 1548년      | 무신 (戊申) | 응우옌호아 16년       | 가정 27년       |

## 동시대 연호

### 베트남
후 레 왕조(後黎朝)
- 응우옌호아(元和) (1533년 ~ 1548년)

### 중국
명(明)
- 가정(嘉靖) (1522년 ~ 1566년)

### 일본
- 덴분(天文) (1532년 ~ 1555년)

## 같이 보기
- 다른 왕조의 같은 연호
  - 남진(南陳) 영정(永定, 557년 ~ 559년)

- 베트남의 연호